# オーセイ＝デュレス
オーセイ＝デュレス(Auxey-Duresses、「オークセイ＝デュレス」は誤記)は、ブルゴーニュ地域圏コート＝ドール県南部にある人口350人ほどの村。

## 地理
県の南部に位置し、コート・ド・ニュイ地区の中心であるボーヌの西南西8キロ、白ワインの生産地として知られるムルソーの西隣の村である。

## 人口統計
| 1962年 | 1968年 | 1975年 | 1982年 | 1990年 | 1999年 | 2006年 | 2009年 |
| ------ | ------ | ------ | ------ | ------ | ------ | ------ | ------ |
| 398    | 407    | 329    | 345    | 351    | 367    | 337    | 338    |

参照元:Insee,,